# سوطيات

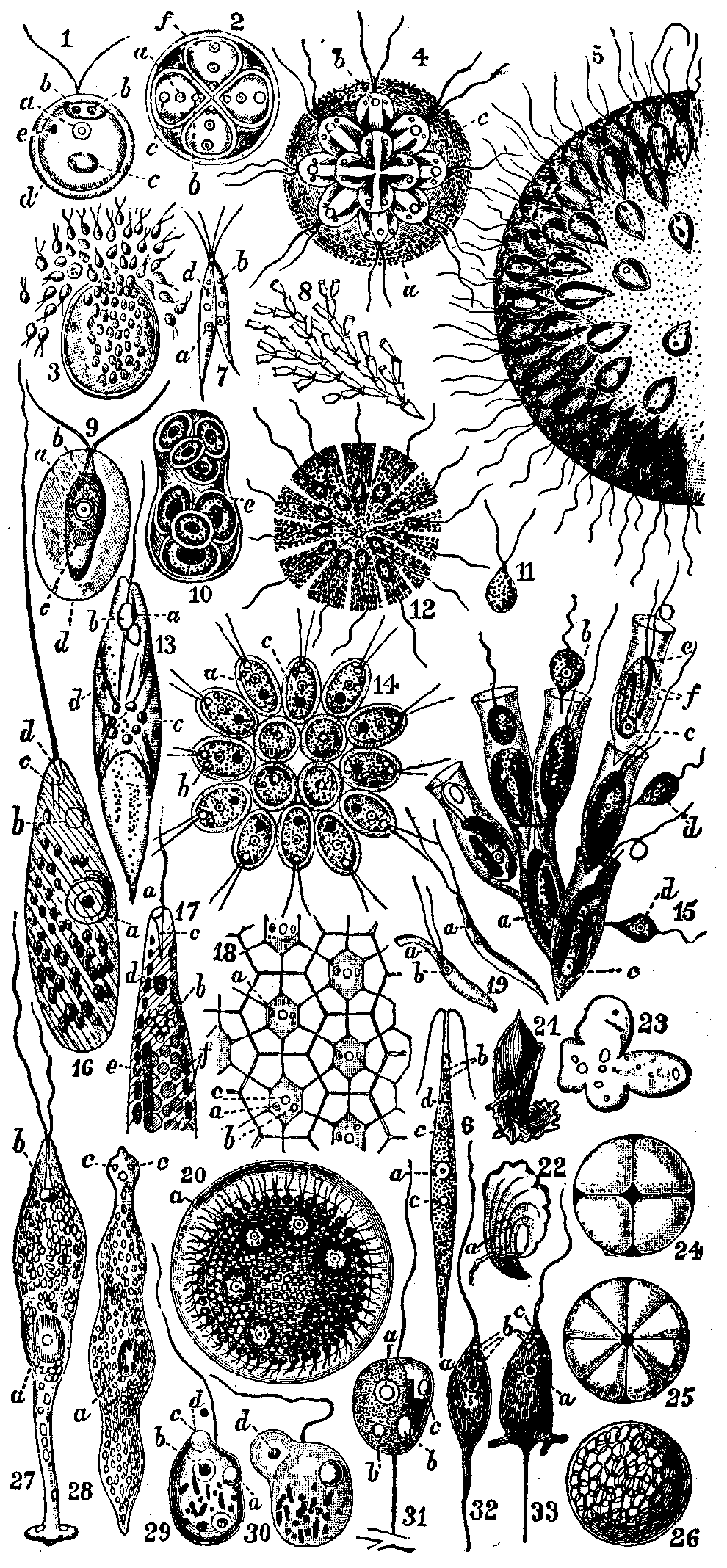
"السوطيات" من موسوعة بريتانيكا

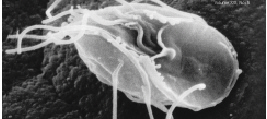
الطفيليات المسماة لجفاوات (جيارديا لمبلية)

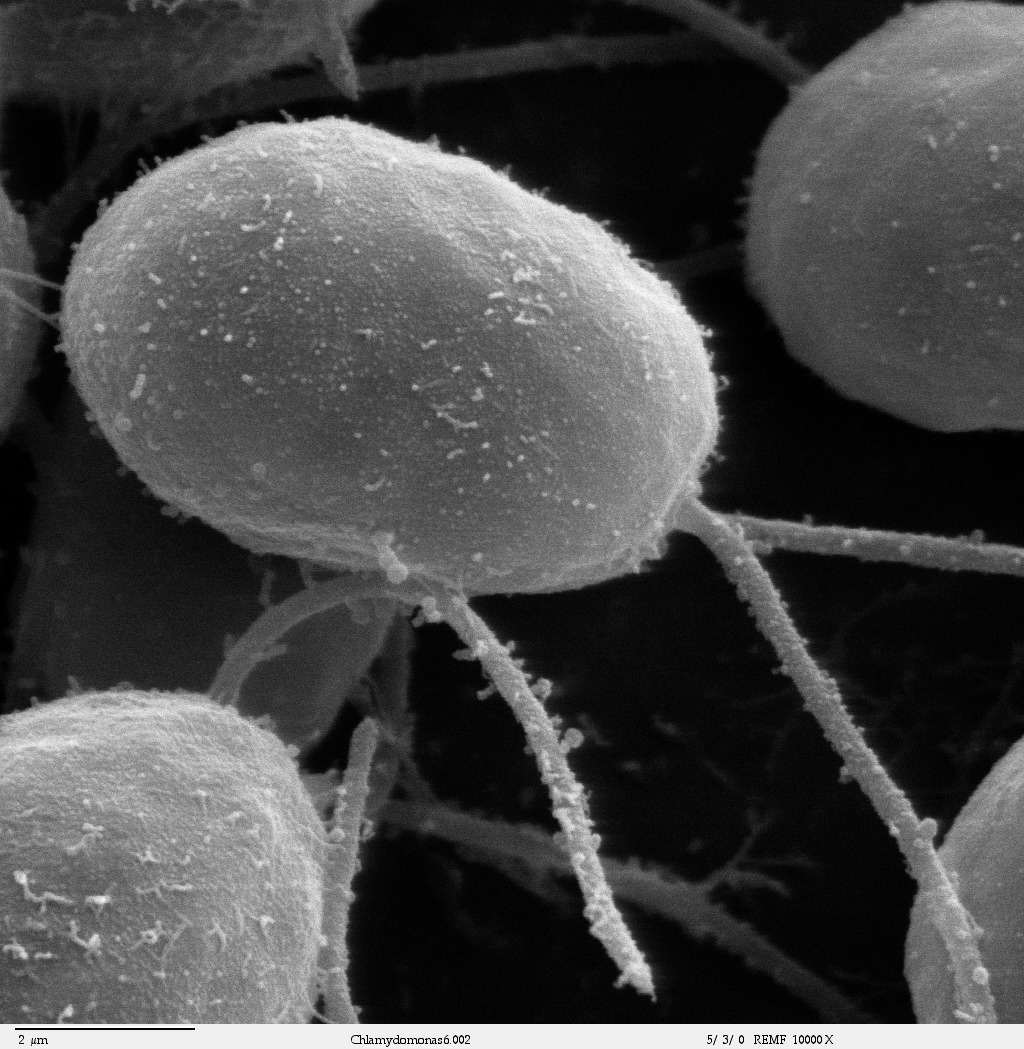
طحالب خضراء (كلاميدوموناس)

السوطي أو السوطيات (بالإنجليزية: Flagellate)‏ هي خلية أو الكائن الحي مع واحد أو أكثر من العضيات مثل سوط تسمى الأسواط. ويصف كلمة سوطي أيضا بناء معين (أو مستوى التنظيم) سمة من سمات العديد من الطلائعيات (الكائنات حقيقية النواة) ووسائل الحركة. المدى في الوقت الحاضر لا يعني أي علاقة محددة أو تصنيف الكائنات الحية التي تمتلك سياط. ومع ذلك، يتم تضمين مصطلح «بالسوطيات» في مصطلحات أخرى (مثل «دوامي السياط» و "choanoflagellates") التي تتميز بشكل رسمي. ومن الأمثلة على السوطيات اليوغلينا.